# Papa M’Bengue
Papa Malick M’Bengue (ur. 9 kwietnia 1953) – senegalski judoka. Olimpijczyk z Monachium 1976, gdzie osiemnaste miejsce w wadze lekkiej.

## Letnie Igrzyska Olimpijskie 1976
| Konkurencja | Eliminacje          | Klas. końcowa |
| Konkurencja | Przeciwnik I        | Miejsce       |
| ----------- | ------------------- | ------------- |
| 63 kg       | Ángelo Ruiz (PUR) P | 18.           |